# Aiden O'Neill
Pour les articles homonymes, voir O'Neill.
Aiden O'Neill, né le 4 juillet 1998 à Brisbane en Australie, est un footballeur international australien jouant actuellement au poste de milieu central au New York City Football Club.

## Biographie

### En club
Natif de Brisbane en Australie, Aiden O'Neill rejoint l'Angleterre en 2014 et est formé au Burnley FC. Le 12 janvier 2016, il y signe son premier contrat professionnel.
Le 20 août 2016, il joue son premier match en professionnel à l'occasion d'une rencontre de Premier League face au Liverpool FC. Il entre dans les derniers instants du match et son équipe s'impose sur le score de deux buts à zéro.
O'Neill est ensuite prêté à l'Oldham Athletic, à  Fleetwood Town puis, pour la saison 2018-2019, au Central Coast Mariners. Il y joue son premier match le 21 octobre face au Brisbane Roar, lors d'une rencontre de A-League. Il entre en jeu et les deux équipes signent un partage (1-1).
Le 9 septembre 2020, Aiden O'Neill rejoint le Melbourne City FC, il signe un contrat de trois ans. 
Au terme de celui-ci, il fait son retour en Europe, s'engageant pour le Standard de Liège avec un contrat portant sur quatre saisons. Dès le début du championnat de Belgique 2024-2025, il est promu capitaine de l'équipe liégeoise. En fin de phase régulière, il devient moins souvent titulaire, son entraineur Ivan Leko lui préférant notamment le Français Ibrahim Karamoko.
Le 23 avril 2025, le Standard de Liège, le New York City FC et Aiden O’Neill trouvent un accord pour un transfert estimé à 2,5 millions d'euros. Il rejoint la MLS avec un contrat expirant le 31 décembre 2028.

### En sélection nationale
Il dispute en 2020 la Coupe d'Asie U23 avec les Olyroos, ces derniers décrochant une belle troisième place. O'Neill doit ensuite patienter jusqu'au 24 mars 2023 pour faire ses débuts chez les Socceroos, à l'occasion d'un amical contre l'Équateur (victoire 3-1). 

## Palmarès

### En club
|  |  | Melbourne City - Championnat d'Australie (1) : - Champion : 2021 - Vice-champion : 2022 et 2023 |